# 碧霞宫 (浚县)
碧霞宫即“碧霞元君行宫”，俗称“圣母庙”、“奶奶庙”、“老奶大殿”，位于中华人民共和国河南省浚县城内浮丘山顶，为供奉道教女神碧霞元君的宫观。碧霞宫于明嘉靖二十一年（1542年）由时任知县蒋虹泉建于浮丘山顶，明、清、民国期间几经扩建，共有殿宇87间。1963年6月20日，碧霞宫随同在浮丘山上的千佛寺石窟被公布为第一批河南省文物保护单位，2013年3月被公布为第七批全国重点文物保护单位。

## 建筑
碧霞宫坐北朝南，由南向北分别为山门及附属建筑、前院、中院、后院四部分。山门为面阔三间的单檐歇山顶建筑，覆绿色琉璃瓦，门前有月台，上有一座石坊和一对石狮。山门对面为一处戏楼，建于清代。山门两侧建有镇角楼，东侧为巽宫楼，西侧为坤宫楼。山门内为前院，中有长方形莲池，上架砖砌拱桥。东西两侧为四座帅殿及钟楼、鼓楼。前院与中院间为二门，为庑殿顶建筑。
二门内为中院，为碧霞宫主体。大殿面阔五间，进深三间，为悬山顶建筑，前设卷棚顶拜殿，与大殿连为一体。大殿前有月台，由砖石砌成，并以青石铺面。月台正面有十二级台阶，台阶中间嵌有云龙石雕。大殿正面的檐部作有龙、虎、松、鹤、花、鸟等木雕，檐下彩绘二十四孝图。大殿正门两侧窗棂四周均为花鸟走兽图案，窗心嵌有金色大字，东为“灵镇东岱”，西为“光映西池”。大殿内有莲花须弥座三个，上各置木制神橱，内分别塑有碧霞元君（中）、紫霞元君（左）、佩霞元君（右）三座神像。大殿两侧为配殿，其中东侧为老母殿，西侧为三仙殿。
大殿后为妥圣坊，过坊即为后院。寝宫是后院的主体建筑，为面阔三间，进深一间的回廊式三重檐歇山顶建筑。寝宫分两层，其中上层有巨型神龛，内塑元君卧像。寝宫两侧各有配楼三间。
寝宫前现有两处由他处移来的古迹，西侧为陇西尹公浮屠，建于唐天宝十四年（755年），1973年由大赉店镇大八角村东南的真武庙移至此。东侧为唐开元年间的石经幢。

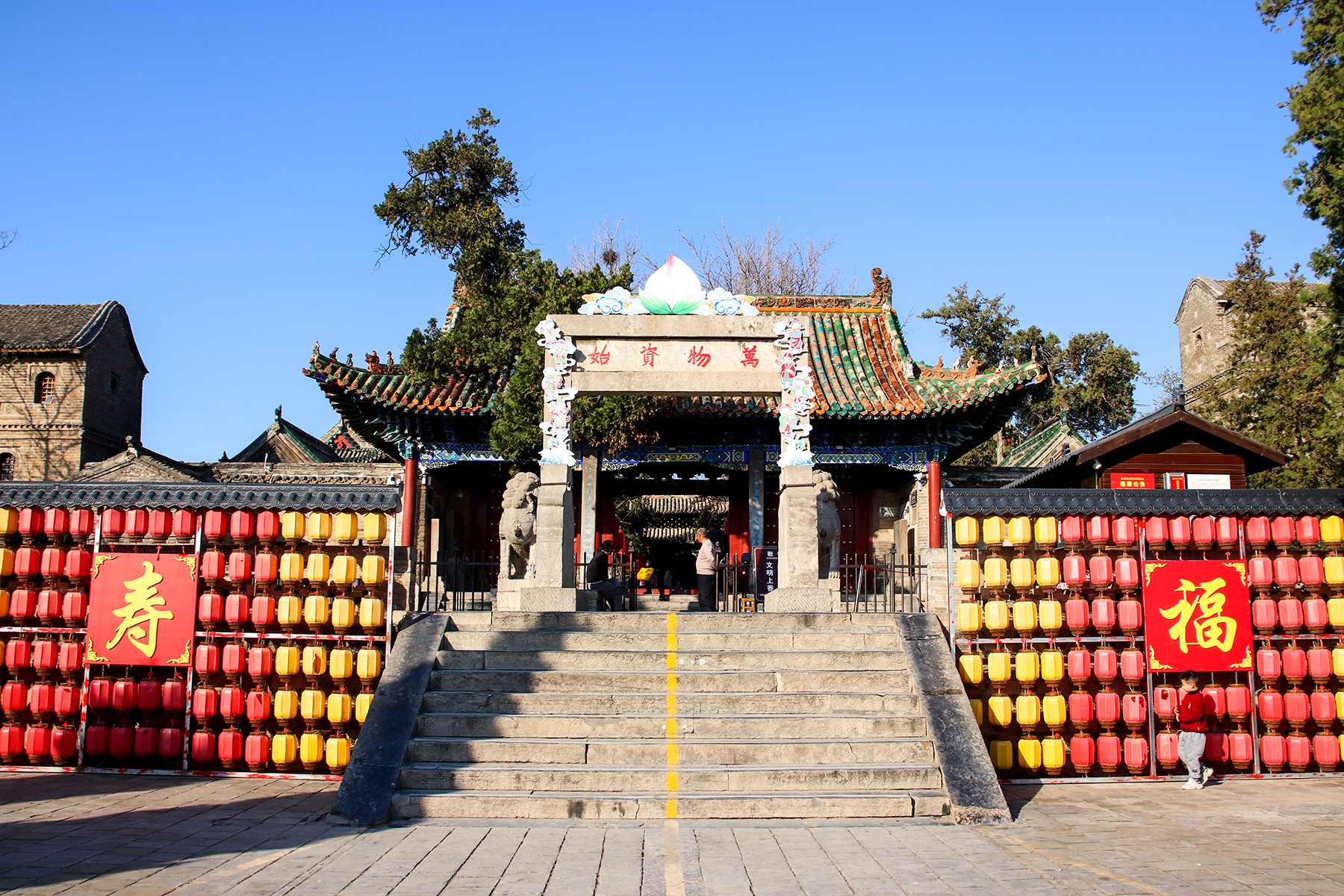
山门及门前的石坊
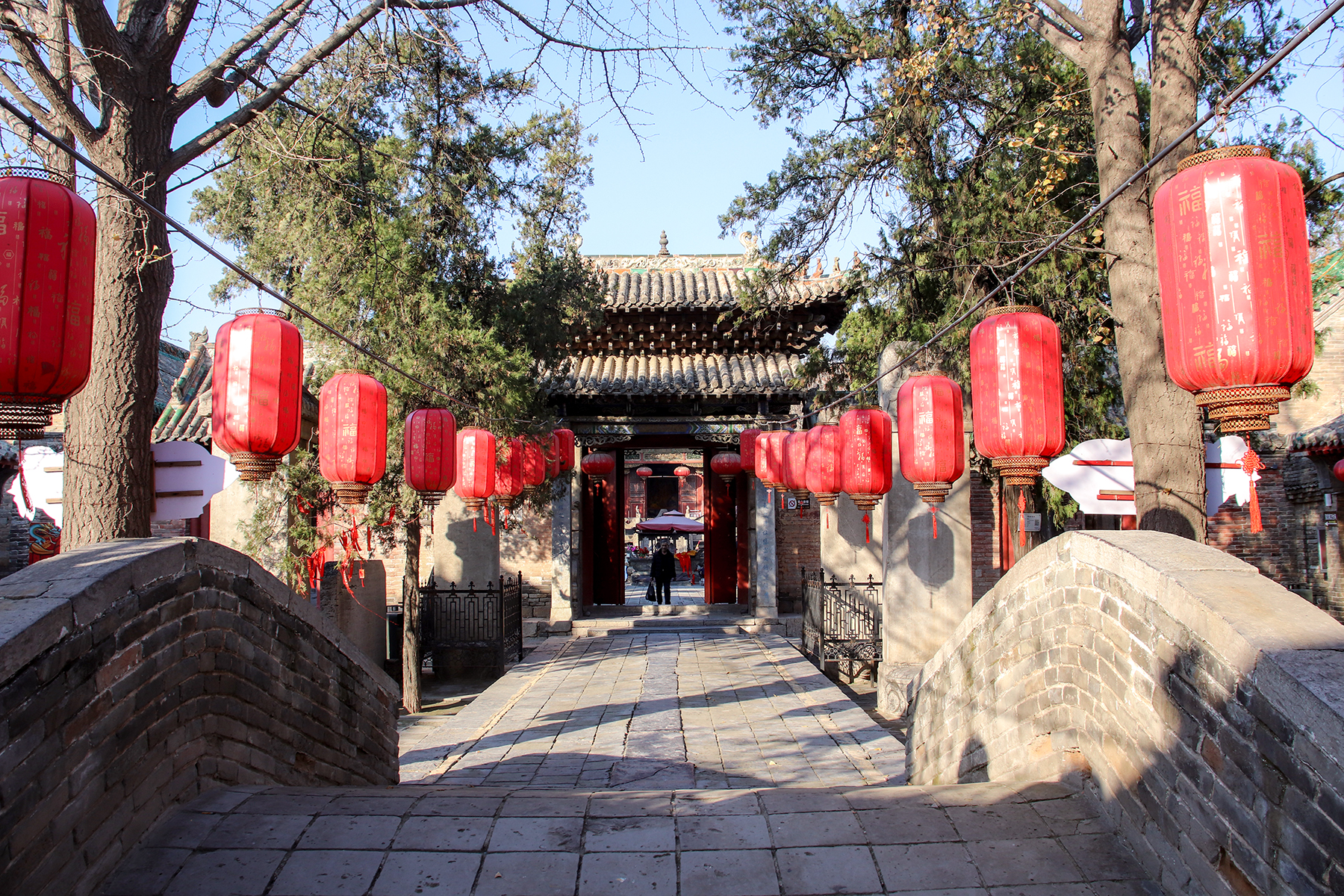
前院
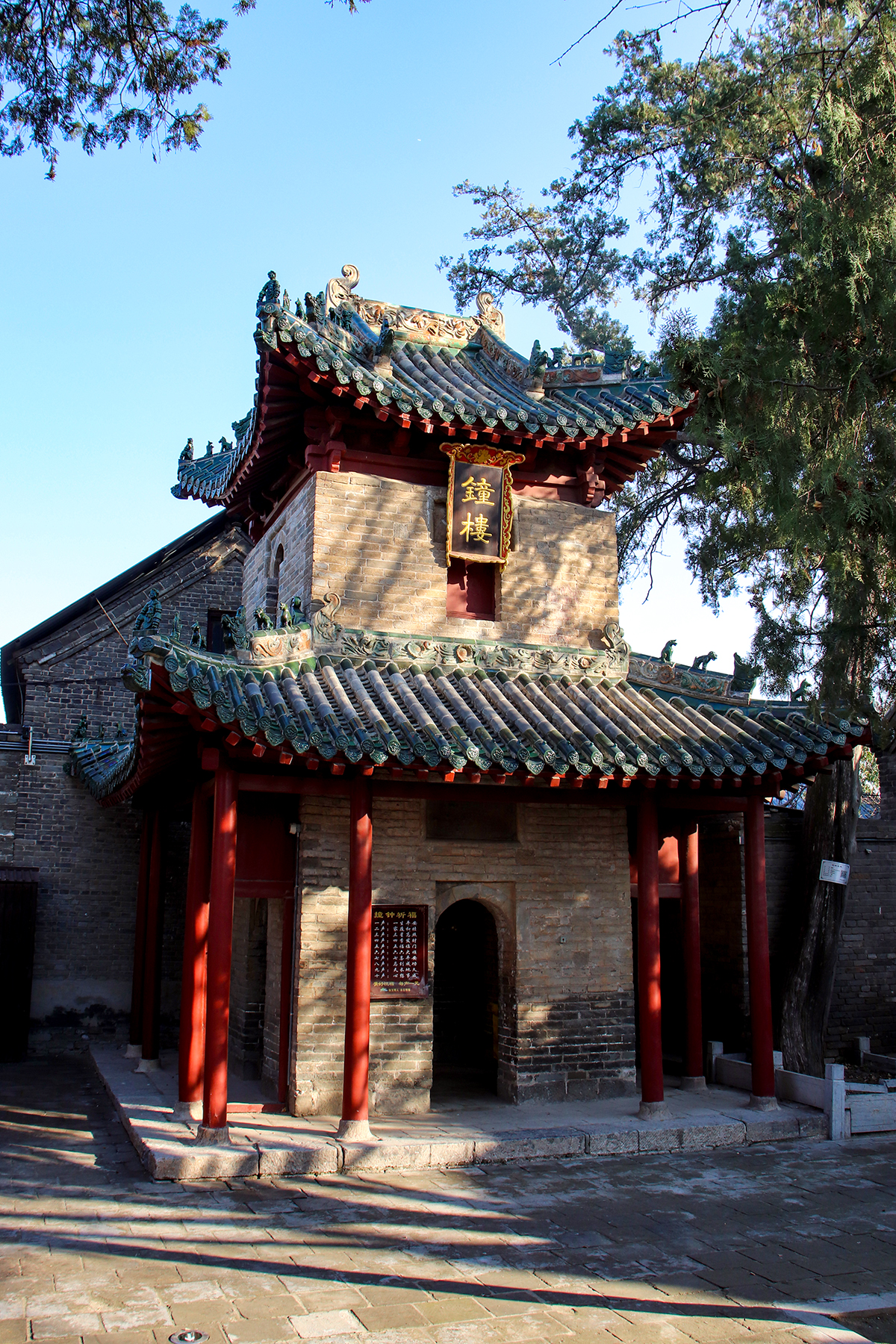
钟楼
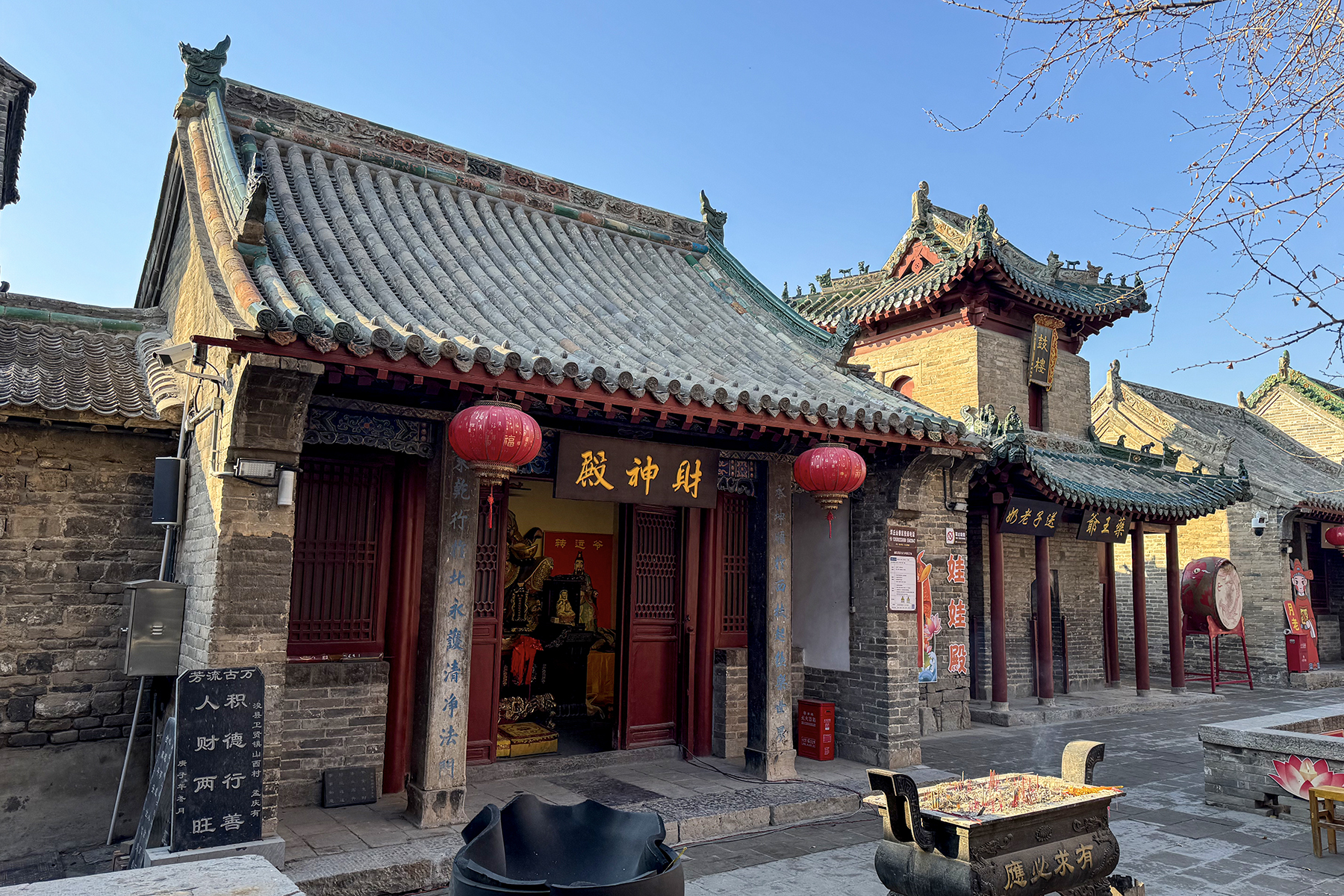
财神殿与鼓楼
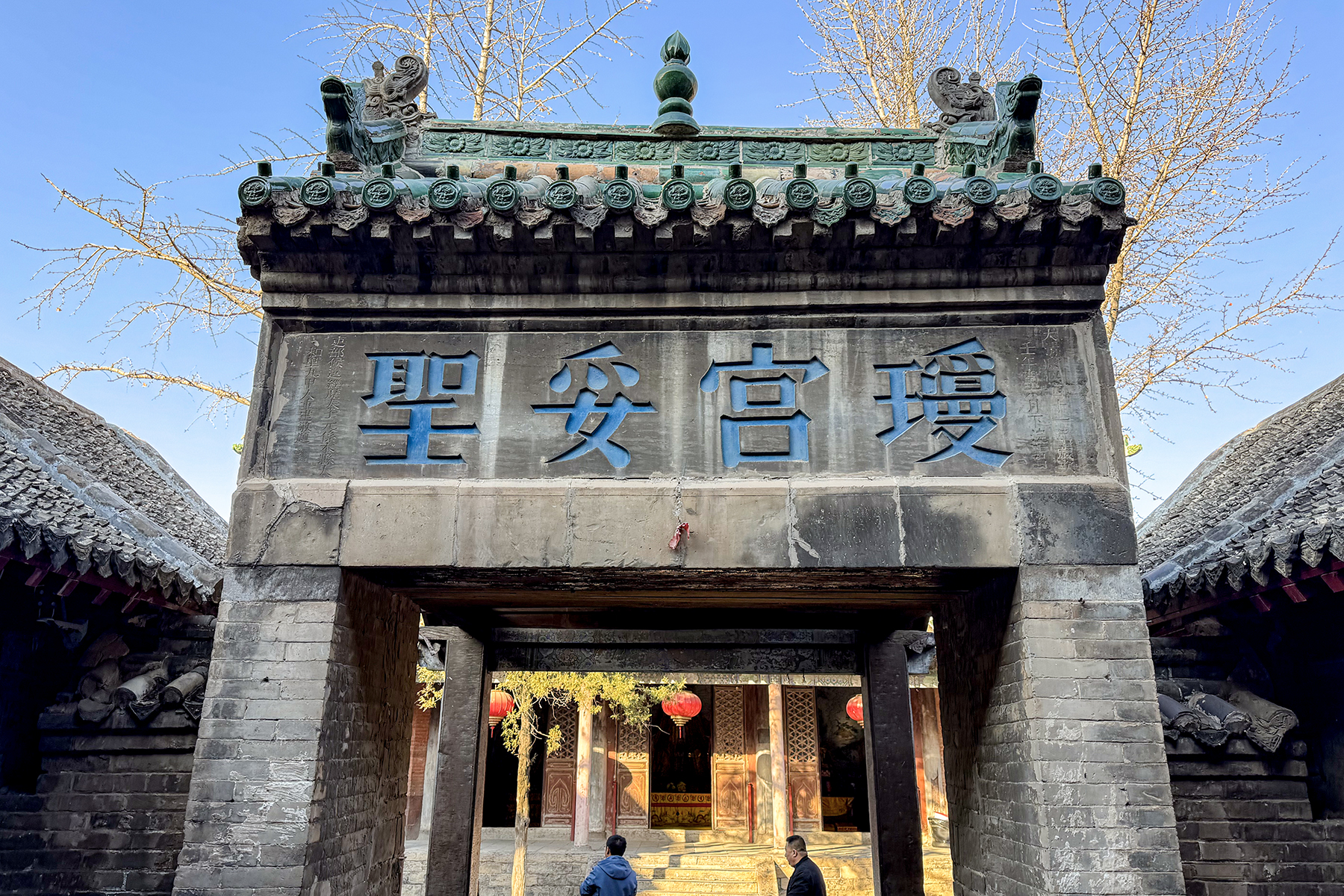
后院大门
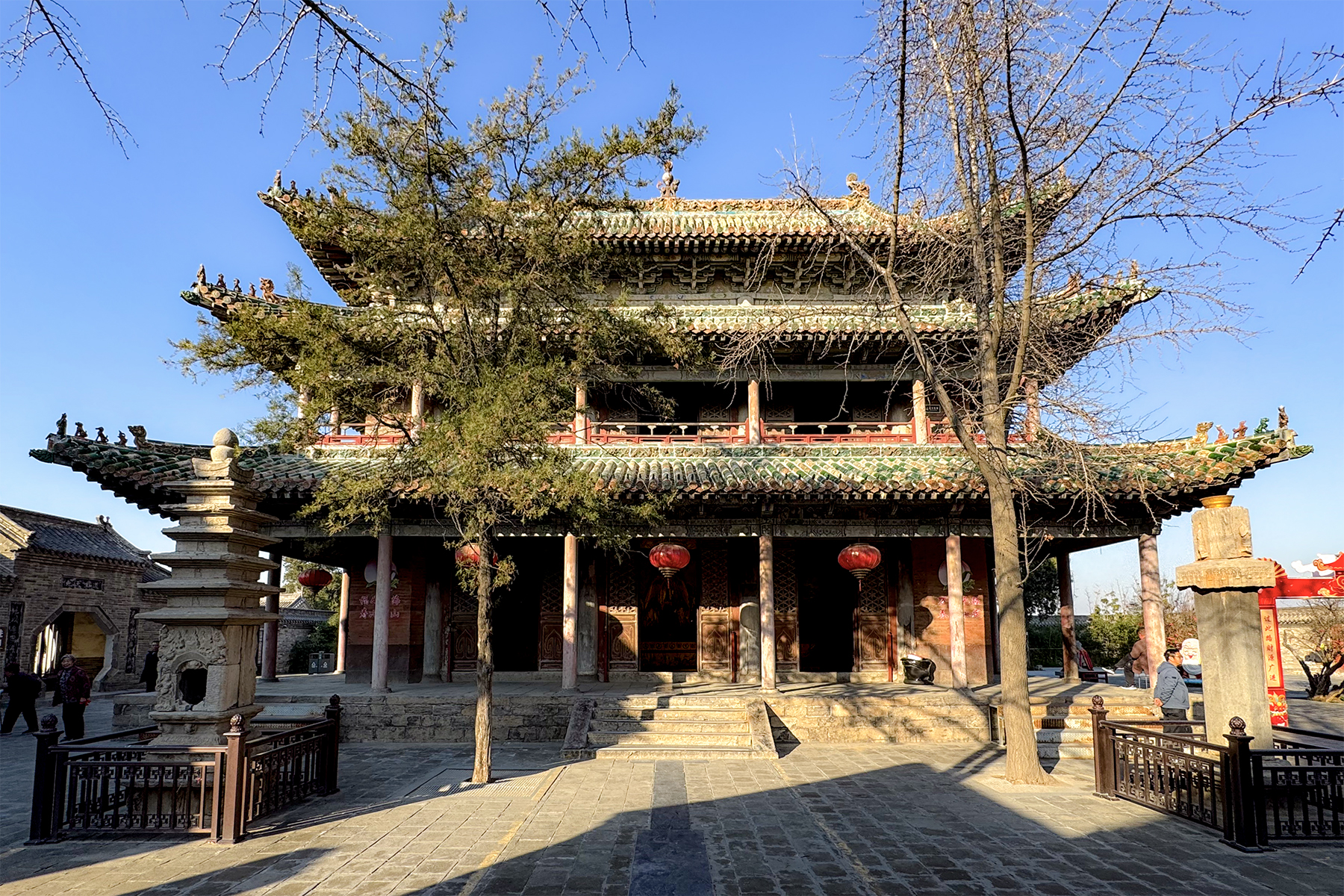
寝宫
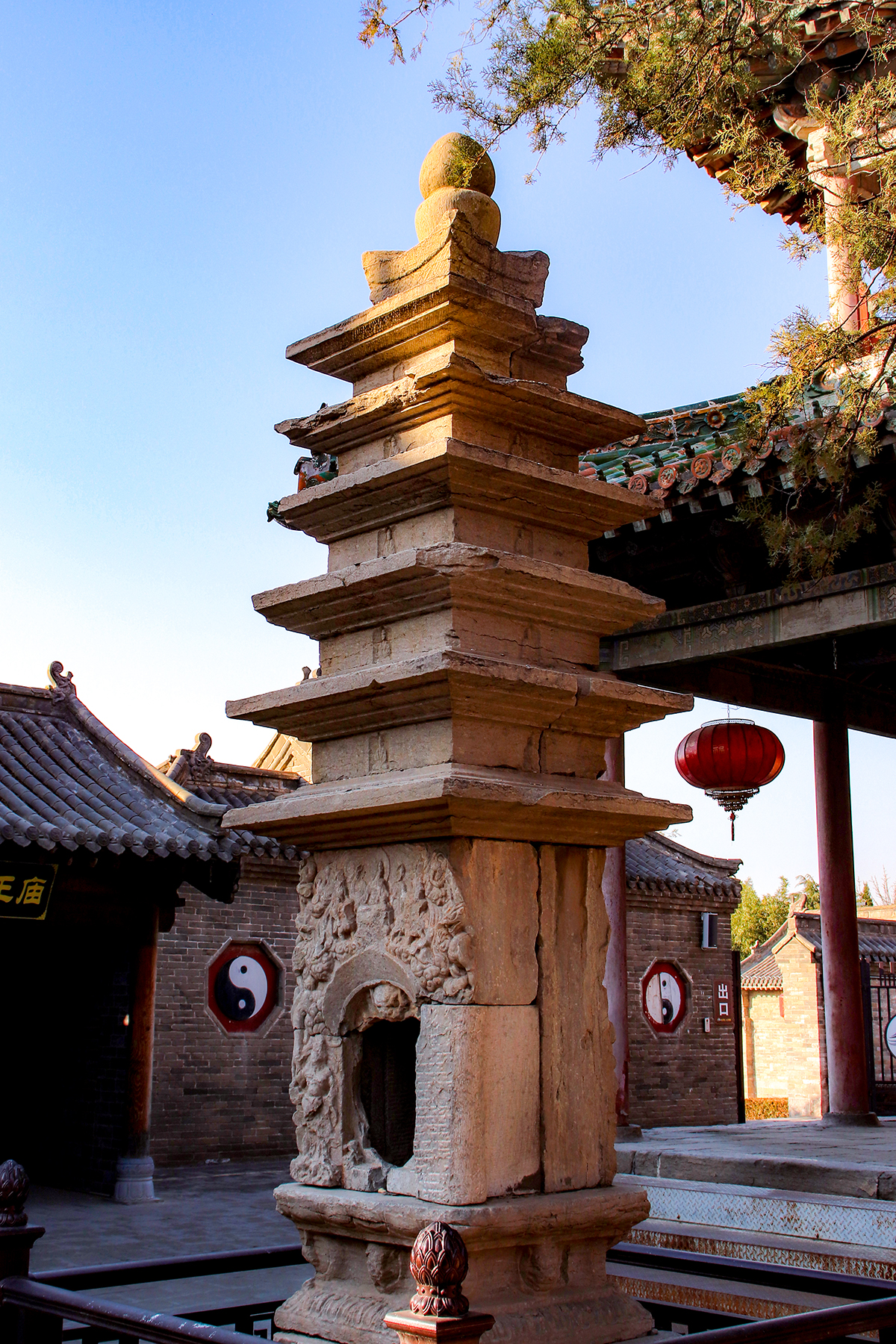
寝宫前的陇西尹公浮屠
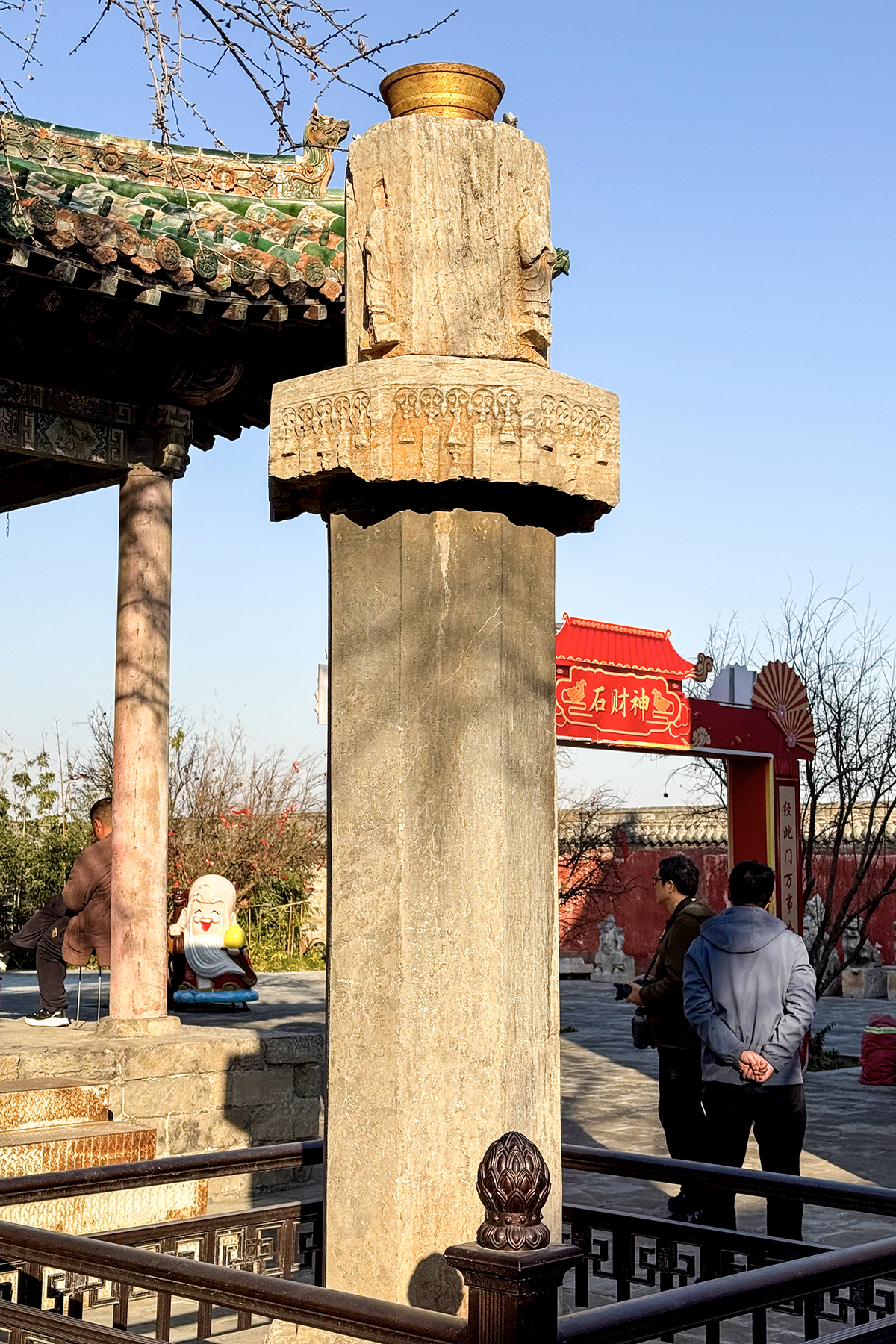
寝宫前的石经幢

## 相关文化
受碧霞元君信仰的影响，以碧霞宫为中心，在浚县形成了有“华北第一古庙会”之称的浚县正月古庙会，现为国家级非物质文化遗产。